# Gavin Schmidt
Gavin A. Schmidt là nhà khí hậu học, người lập mô hình khí hậu và Giám đốc Viện Nghiên cứu Vũ trụ Goddard của NASA (GISS) ở New York, và đồng sáng lập blog khoa học khí hậu từng đoạt giải thưởng RealClimate.

## Công việc
Ông được giáo dục tại Trường Corsham, lấy bằng Cử nhân toán học tại Học viện Jesus, Oxford, và bằng Tiến sĩ toán học ứng dụng tại Viện Đại học Luân Đôn. Schmidt đã nghiên cứu về sự biến đổi của hoàn lưu và khí hậu đại dương, sử dụng các mô hình lưu thông chung (GCMs). Ông còn nghiên cứu các cách để dung hòa dữ liệu cổ điển với các mô hình. Ông đã giúp phát triển đại dương GISS và kết hợp các GCM để cải thiện tính đại diện của khí hậu ngày nay, đồng thời điều tra phản ứng của chúng đối với tác động khí hậu.
NASA đã chỉ định Schmidt làm người đứng đầu GISS vào tháng 6 năm 2014. Ông bước vào vị trí bị bỏ trống sau đợt nghỉ hưu của giám đốc lâu năm James E. Hansen, trở thành người thứ ba giữ chức vụ này.
Trong một cuộc phỏng vấn với tờ Science News, Schmidt nói rằng ông muốn tiếp tục công việc của viện về mô hình khí hậu và mở rộng công việc của mình về tác động khí hậu và sinh học vũ trụ.

### Nghiên cứu
Mối quan tâm nghiên cứu chính của ông là biến đổi khí hậu, cả bên trong và phản ứng với tác động khí hậu, được nghiên cứu thông qua các mô hình lưu thông chung của khí quyển đại dương. Ông cũng sử dụng những thứ này để nghiên cứu cổ khí hậu học bằng cách nghiên cứu các phương pháp để so sánh dữ liệu tiền kỳ với đầu ra mô hình. Schmidt  giúp phát triển đại dương GISS và các GCM kết hợp (ModelE). Mô hình này đã được "kích hoạt đồng vị" để mang các bộ theo dõi oxygen-18, cho phép mô hình mô phỏng mẫu δ18O được quan sát trong lõi băng, di tích hang động và trầm tích đại dương.

## Truyền thông và tiếp cận cộng đồng
Schmidt đã xuất hiện trong nhiều dịp khác nhau trên các phương tiện truyền thông, ông thường được hỏi về chuyên môn của mình về các kết quả nghiên cứu liên quan đến khí hậu, các sự kiện hiện tại hoặc giảng bài. Schmidt làm việc với Bảo tàng Lịch sử Tự nhiên Hoa Kỳ, College de France, và Viện Hàn lâm Khoa học New York về giáo dục và tiếp cận cộng đồng. Schmidt và tám đồng nghiệp khác thành lập blog RealClimate vào năm 2004. Blog cung cấp bình luận quan trọng về khoa học khí hậu trong phạm vi tiếp cận với công chúng và cho giới nhà báo. Ngoài ra, blog có các bài đăng khách thường xuyên của các chuyên gia trong lĩnh vực của họ. Các bài báo và bình luận đã trình bày bảo vệ khoa học chống lại các cáo buộc nêu lên trong các cuộc tranh luận về biểu đồ gậy khúc côn cầu. Trong cuộc tranh cãi qua email của Đơn vị Nghiên cứu Khí hậu 2009-2010 ông đã bảo vệ mạnh mẽ các nhà khoa học tham gia vào vụ này, bao gồmMichael E. Mann và Phil Jones. Nhà báo Fred Pearce đã lưu ý, "Schmidt đã viết rằng các email chỉ cho thấy cách các nhà khoa học tương tác riêng tư", và rằng "Trọng lực không phải là một lý thuyết hữu ích vì Newton là một người đàn ông tốt."
Schmidt là Nhà Truyền thông Khoa học EarthSky của Năm vào năm 2011.

## Giải thưởng
Vào tháng 10 năm 2011, Liên minh Địa vật lý Hoa Kỳ đã trao tặng Schmidt Giải thưởng Truyền thông Khí hậu Khai mạc, vì công trình truyền đạt các vấn đề biến đổi khí hậu cho công chúng của ông. Bản tin giải thưởng đã ghi nhận công việc tiếp cận cộng đồng của ông bao gồm đồng sáng lập và đóng góp cho blog RealClimate. Ông là tác giả đóng góp của Báo cáo đánh giá lần thứ tư của Hội đồng Liên Chính phủ về Biến đổi Khí hậu (IPCC); công việc của IPCC, bao gồm sự đóng góp của nhiều nhà khoa học, đã được công nhận bằng giải thưởng chung của Giải thưởng Nobel Hòa bình năm 2007. Schmidt được vinh danh vào tháng 11 năm 2004 là một trong "50 nhà lãnh đạo nghiên cứu hàng đầu" Scientific American của năm.

## Ấn phẩm
Tổng quan về các ấn phẩm của ông có thể kiếm được thông qua Google Scholar. Ông đã xuất bản hơn 100 nghiên cứu trên các tạp chí được bình duyệt như Proceedings of the National Academy of Sciences, Science, và Nature, về các chủ đề liên quan đến khí hậu.
Ông là đồng tác giả, với Joshua Wolfe, cuốn Climate Change: Picturing the Science (2009), có lời tựa của Jeffrey D. Sachs. Cuốn sách kết hợp các hình ảnh về tác động của biến đổi khí hậu bằng những giải thích khoa học.

### Ấn phẩm chọn lọc
- Schmidt, G. (2010). "Does science progress? Glibert Plass redux" (PDF). American Scientist. Quyển 98 số 1. tr. 64–5. doi:10.1511/2010.82.58. Bản gốc (PDF) lưu trữ ngày 22 tháng 10 năm 2011. Truy cập ngày 29 tháng 1 năm 2019. {{Chú thích tạp chí}}: Đã định rõ hơn một tham số trong |archivedate= và |archive-date= (trợ giúp); Đã định rõ hơn một tham số trong |archiveurl= và |archive-url= (trợ giúp)
- Schmidt, G.A.; J. Wolfe (2009). Climate Change: Picturing the Science. W.W. Norton. ISBN 978-0-393-33125-7.
- Benestad, R.E.; G.A. Schmidt (2009). "Solar trends and global warming" (PDF). J. Geophys. Res. Quyển 114. tr. D14101. Bibcode:2009JGRD..11414101B. doi:10.1029/2008JD011639. Bản gốc (PDF) lưu trữ ngày 21 tháng 10 năm 2011. Truy cập ngày 29 tháng 1 năm 2019. {{Chú thích tạp chí}}: Đã định rõ hơn một tham số trong |archivedate= và |archive-date= (trợ giúp); Đã định rõ hơn một tham số trong |archiveurl= và |archive-url= (trợ giúp)
- Jones, P.D., K.R. Briffa, T.J. Osborn, J.M. Lough, T.D. van Ommen, B.M. Vinther, J. Luterbacher, E.R. Wahl, F.W. Zwiers, M.E. Mann, G.A. Schmidt, C.M. Ammann, B.M. Buckley, K.M. Cobb, J. Esper, H. Goosse, N. Graham, E. Jansen, T. Kiefer, C. Kull, M. Küttel, E. Mosley-Thompson, J.T. Overpeck, N. Riedwyl, M. Schulz, A.W. Tudhope, R. Villalba, H. Wanner, E. Wolff, and E. Xoplaki (2009). "High-resolution palaeoclimatology of the last millennium: A review of current status and future prospects" (PDF). The Holocene. Quyển 19. tr. 3–49. Bibcode:2009Holoc..19....3J. doi:10.1177/0959683608098952. Bản gốc (PDF) lưu trữ ngày 21 tháng 10 năm 2011.{{Chú thích tạp chí}}:  Quản lý CS1: nhiều tên: danh sách tác giả (liên kết)
- Santer, B.D., P.W. Thorne, L. Haimberger, K.E. Taylor, T.M.L. Wigley, J.R. Lanzante, S. Solomon, M. Free, P.J. Gleckler, P.D. Jones, T.R. Karl, S.A. Klein, C. Mears, D. Nychka, G.A. Schmidt, S.C. Sherwood, and F.J. Wentz (2008). "Consistency of modelled and observed temperature trends in the tropical troposphere" (PDF). Int. J. Climatol. Quyển 28. tr. 1703–22. Bibcode:2008IJCli..28.1703S. doi:10.1002/joc.1756. Bản gốc (PDF) lưu trữ ngày 22 tháng 10 năm 2011. Truy cập ngày 29 tháng 1 năm 2019. {{Chú thích tạp chí}}: Đã định rõ hơn một tham số trong |archivedate= và |archive-date= (trợ giúp); Đã định rõ hơn một tham số trong |archiveurl= và |archive-url= (trợ giúp)Quản lý CS1: nhiều tên: danh sách tác giả (liên kết)
- Schmidt, G.A., R. Ruedy, J.E. Hansen, I. Aleinov, N. Bell, M. Bauer, S. Bauer, B. Cairns, V. Canuto, Y. Cheng, A. Del Genio, G. Faluvegi, A.D. Friend, T.M. Hall, Y. Hu, M. Kelley, N.Y. Kiang, D. Koch, A.A. Lacis, J. Lerner, K.K. Lo, R.L. Miller, L. Nazarenko, V. Oinas, Ja. Perlwitz, Ju. Perlwitz, D. Rind, A. Romanou, G.L. Russell, Mki. Sato, D.T. Shindell, P.H. Stone, S. Sun, N. Tausnev, D. Thresher, and M.-S. Yao (2006). "Present day atmospheric simulations using GISS ModelE: Comparison to in-situ, satellite and reanalysis data" (PDF). J. Climate. Quyển 19. tr. 153–192. Bibcode:2006JCli...19..153S. doi:10.1175/JCLI3612.1. Bản gốc (PDF) lưu trữ ngày 15 tháng 10 năm 2011. Truy cập ngày 29 tháng 1 năm 2019. {{Chú thích tạp chí}}: Đã định rõ hơn một tham số trong |archivedate= và |archive-date= (trợ giúp); Đã định rõ hơn một tham số trong |archiveurl= và |archive-url= (trợ giúp)Quản lý CS1: nhiều tên: danh sách tác giả (liên kết)